# Carl Nordmann
Carl Nordmann (* 30. August 1849 in Kassel; † 24. Dezember 1922 in Essen) war ein deutscher Architekt, der insbesondere für seine Kirchenbauten bekannt ist.

## Leben und Wirken
Carl Nordmann prägte den evangelischen Kirchenbau in Essen und anderen Städten im Ruhrgebiet entscheidend mit und war langjähriger Vorsitzender der Ortsgruppe Essen des Bundes Deutscher Architekten (BDA). Er arbeitete längere Zeit in Bürogemeinschaft oder Sozietät mit Julius Flügge und später mit Paul Knobbe. Das Architekturbüro Nordmann und Knobbe befand sich im Haus Huyssenallee 65 in Essen, dem Wohnhaus Carl Nordmanns. Ab 1910 ließ sich Nordmann neben einigen anderen Architekten im Haumannhofviertel in Rüttenscheid nieder. Die Sozietät mit Paul Knobbe endete – wahrscheinlich kriegsbedingt – im Jahr 1915.

### Bauten

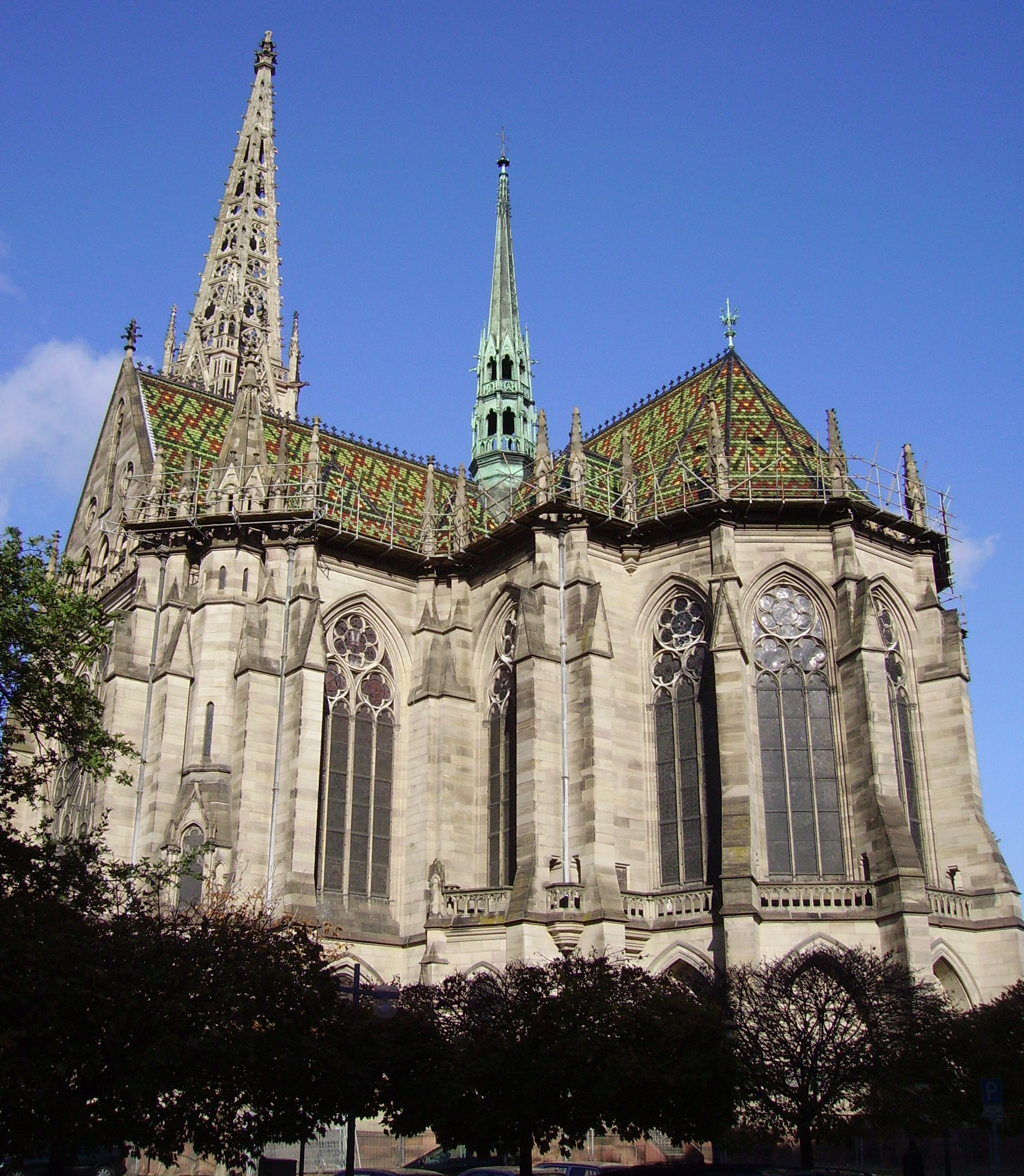
Protestations-Gedächtniskirche in Speyer

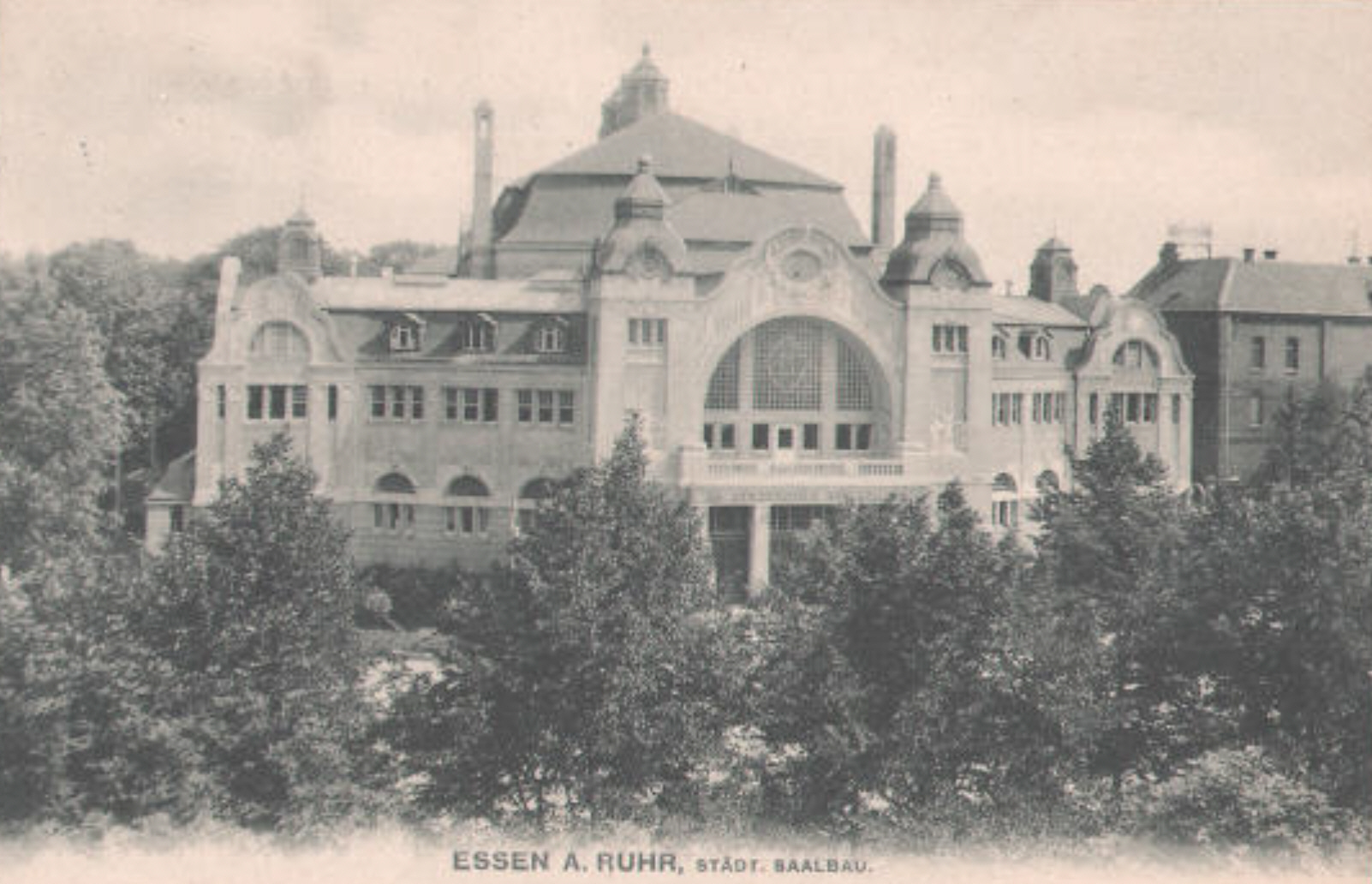
Saalbau Essen

- 1887–1888: Gasthaus und Herberge zur Heimat, heute Hotel Essener Hof in Essen-Mitte (zusammen mit Julius Flügge; mit Veränderungen erhalten)
- 1887–1890: Evangelische  Kirche in (Essen-)Altenessen (zusammen mit Julius Flügge; erhalten)
- 1893–1904: Protestations-Gedächtniskirche in Speyer (erhalten)
- 1897–1898: Erweiterungsbau der Rettungsanstalt Overdyck in (Bochum-) Hamme (erhalten)
- 189800000: Evangelische Kirche in (Bochum-)Hamme (nicht erhalten)
- 1899–1902: Reformationskirche in Essen-Rüttenscheid (nicht erhalten)
- 1900–1901: Evangelische Kirche Katernberg in (Essen-)Katernberg (erhalten)
- 1901–1903: Christuskirche in Essen-Altendorf (nach dem Krieg stark veränderter Wiederaufbau, innen komplett verändert)
- 1902–1904: Saalbau Essen (gemeinsam mit Skjøld Neckelmann; nach Kriegsschäden erheblich verändert wiederaufgebaut)
- 1905–1906: Evangelische Kirche Am Brandenbusch in (Essen-)Bredeney (erhalten)
- 1909–1910: Gemeindehaus-Anbau an die Kirche Am Brandenbusch in (Essen-)Bredeney (zusammen mit Paul Knobbe; erhalten)[2]
- 1907–1908: Immanuelkirche in (Essen-)Schonnebeck (erhalten)
- 1910–1911: Wichernhaus, Gottesdienststätte und Mehrzweckgebäude in der Siedlung Alfredshof in Essen (nicht erhalten)
- 1911–1912: Haus B der Augusta-Kranken-Anstalt Bochum (in jüngere Neubauten integriert)